# Michael Freedman
Michael Hartley Freedman (Los Angeles, 21 de abril de 1951) é um matemático estadunidense.
Participou da 24ª Conferência de Solvay, em 2008.